# Sylvioidea
I Silvioidei (Sylvioidea Sibley & Ahlquist, 1990) sono una superfamiglia di uccelli passeriformi dell'infraordine Passerida.

## Distribuzione e habitat
La superfamiglia Sylvioidea è concentrata principalmente nel Vecchio Mondo, con l'eccezione della famiglia Hirundinidae, che è ben rappresentata anche nel Nuovo Mondo, e della famiglia Aegithalidae, esclusiva del Nord America. Tra le specie presenti nel Nuovo mondo vi sono inoltre l'allodola golagialla (Eremophila alpestris, Alaudidae), lo scricciolo mimo (Donacobius atricapilla, Donacobiidae), la cincia-scricciolo del Nordamerica (Chamaea fasciata, Sylviidae) ed il luì boreale (Phylloscopus borealis, Phylloscopidae), il cui areale, prevalentemente eurasiatico, si estende sino all'Alaska.

## Tassonomia
La superfamiglia Sylvioidea è stata proposta per la prima volta nel 1990 nella classificazione degli uccelli di Sibley e Ahlquist.
Una serie di studi filogenetici effettuati negli anni successivi, ha dimostrato che il raggruppamento circoscritto da Sibley e Ahlquist era largamente polifiletico. In base a tali evidenze alcune famiglie incluse in Sylvioidea "sensu Sibley e Ahlquist", come per esempio Paridae e Remizidae, sono state segregate nella superfamiglia Paroidea; un altro gruppo, comprendente Sittidae, Tichodromidae, Certhiidae, Troglodytidae e Polioptilidae è oggi inquadrato nella superfamiglia Certhioidea.
In aggiunta, alcune delle famiglie definite da Sibley e Ahlquist sono state significativamente ridimensionate. In particolare, le famiglie Sylviidae e Timaliidae "sensu Sibley e Ahlquist" sono risultati dei "contenitori" che includevano molte specie tra di loro non correlate. Ciò ha portato alla creazione di molte nuove famiglie e alcune specie hanno subito spostamenti da una famiglia all'altra.
Alström et al. (2006) hanno proposto una nuova classificazione dei Silvioidei sensu stricto, dividendo la famiglia Sylviidae "sensu Sibley e Ahlquist" in 6 differenti famiglie: Cettiidae, Phylloscopidae, Acrocephalidae, Megaluridae, Cisticolidae e Timaliidae,  che vanno ad aggiungersi a Aegithalidae, Hirundinidae, Pycnonotidae e Alaudidae.
Beresford et al. (2005) hanno identificato un clade, denominato informalmente "Sphenoeacus-group”, che comprende, tra gli altri, Sphenoeacus afer, Sylvietta spp. e Achaetops pycnopygius, che si caratterizza come un clade basale della superfamiglia. Solo nel 2012 Fregin et al. hanno formalmente proposto per questo raggruppamento il nome di Macrosphenidae.
Un altro clade recentemente identificato come appartenente alla radiazione silvioidea è quello dei silvioidei malgasci, un raggruppamento di una decina di specie endemiche del Madagascar, che in passato erano attribuite a diverse famiglie, tra cui Timaliidae, Sylviidae e Pycnonotidae, e che oggi vengono inquadrate nella famiglia Bernieridae.
In aggiunta:
- il basettino (Panurus biarmicus), in precedenza inserito tra i Sylviidae, è attualmente assegnato ad una famiglia a sé stante, Panuridae[2][5][6].
- le tre specie di Nicator,  in precedenza attribuite ai Pycnonotidae o ai Malaconotidae, sono assegnate alla famiglia Nicatoridae[4][10].
- le cinque specie di Pnoepyga, in passato attribuite ai Timaliidi o ai Sylviidi, sono attualmente inquadrate in una famiglia a sé stante (Pnoepygidae)[11]
- i generi Scotocerca ed Erythrocercus, in precedenza attribuiti alla famiglia Monarchidae, vengono segregati rispettivamente nelle famiglie Scotocercidae ed Erythrocercidae.[8]
- il genere Donacobius, che in passato è stato alternativamente attribuito alle famiglie Turdidae, Mimidae e Troglodytidae, viene collocato nella famiglia Donacobiidae[5][12][13].

Alla luce di tutte queste evidenze alla superfamiglia Sylvioidea vengono in atto ascritte (2014) le seguenti famiglie:
- Panuridae Des Murs, 1860 (1 sp.)
- Nicatoridae  (3 spp.)
- Alaudidae Vigors, 1825 (98 spp.)
- Pycnonotidae Gray, 1840 (151 spp.)
- Hirundinidae Vigors, 1825 (88 spp.)
- Pnoepygidae Gray, 1840 (5 spp.)
- Macrosphenidae Fregin, Haase, Olsson and Alström, 2012 (18 spp.)
- Cettiidae Alström, Ericson, Olsson & Sundberg, 2006 (32 spp.)
- Scotocercidae Fregin, Haase, Olsson and Alström, 2012 (1 sp.)
- Erythrocercidae Fregin, Haase, Olsson and Alström, 2012 (3 spp.)
- Aegithalidae Reichenbach, 1850 (13 spp.)
- Phylloscopidae Alström et al., 2006 (77 spp.)
- Acrocephalidae Salvin, 1882 (61 spp.)
- Locustellidae Bonaparte, 1854 (59 spp.)
- Donacobiidae Aleixo & Pacheco, 2007 (1 sp.)
- Bernieridae Cibois, David, Gregory & Pasquet, 2010 (11 spp.)
- Cisticolidae Sundevall, 1872 (159 spp.)
- Timaliidae Vigors & Horsfield, 1827 (55 spp.)
- Pellorneidae Delacour, 1946 (69 spp.)
- Leiothrichidae Swainson, 1832 (133 spp.)
- Sylviidae Vigors, 1825 (70 spp.)
- Zosteropidae Bonaparte, 1856 (128 spp.)
- Sylvioidea incertae sedis (3 spp.: Graueria vittata, Hylia prasina, Pholidornis rushiae)

### Alcune specie

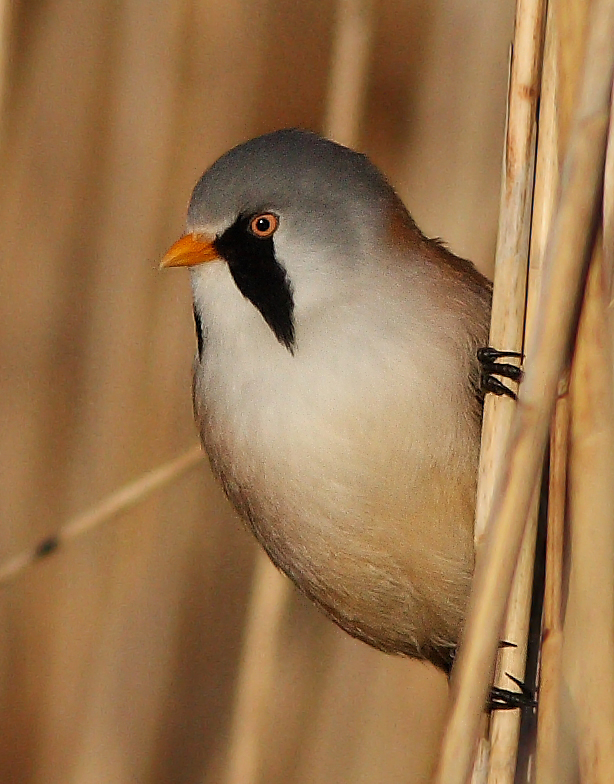
Panurus biarmicus (Panuridae)
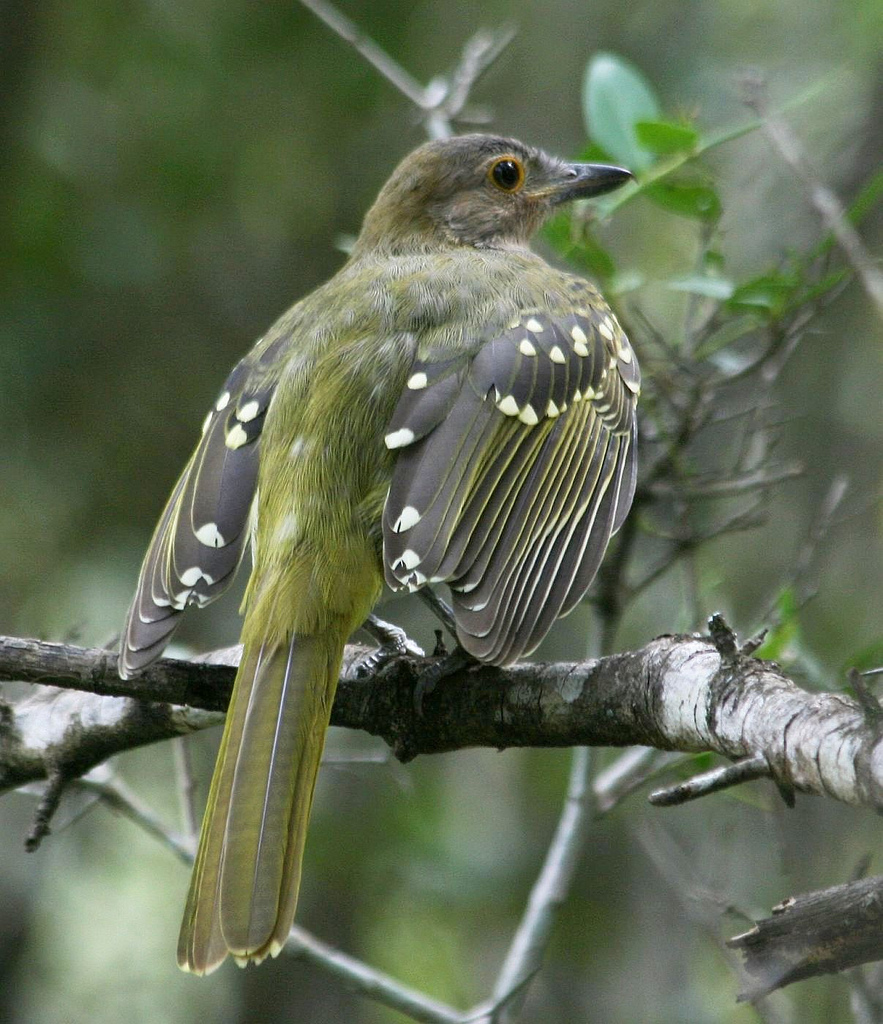
Nicator gularis (Nicatoridae)
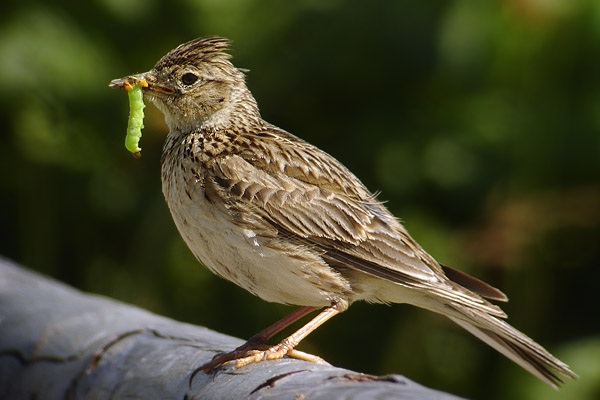
Alauda arvensis (Alaudidae)
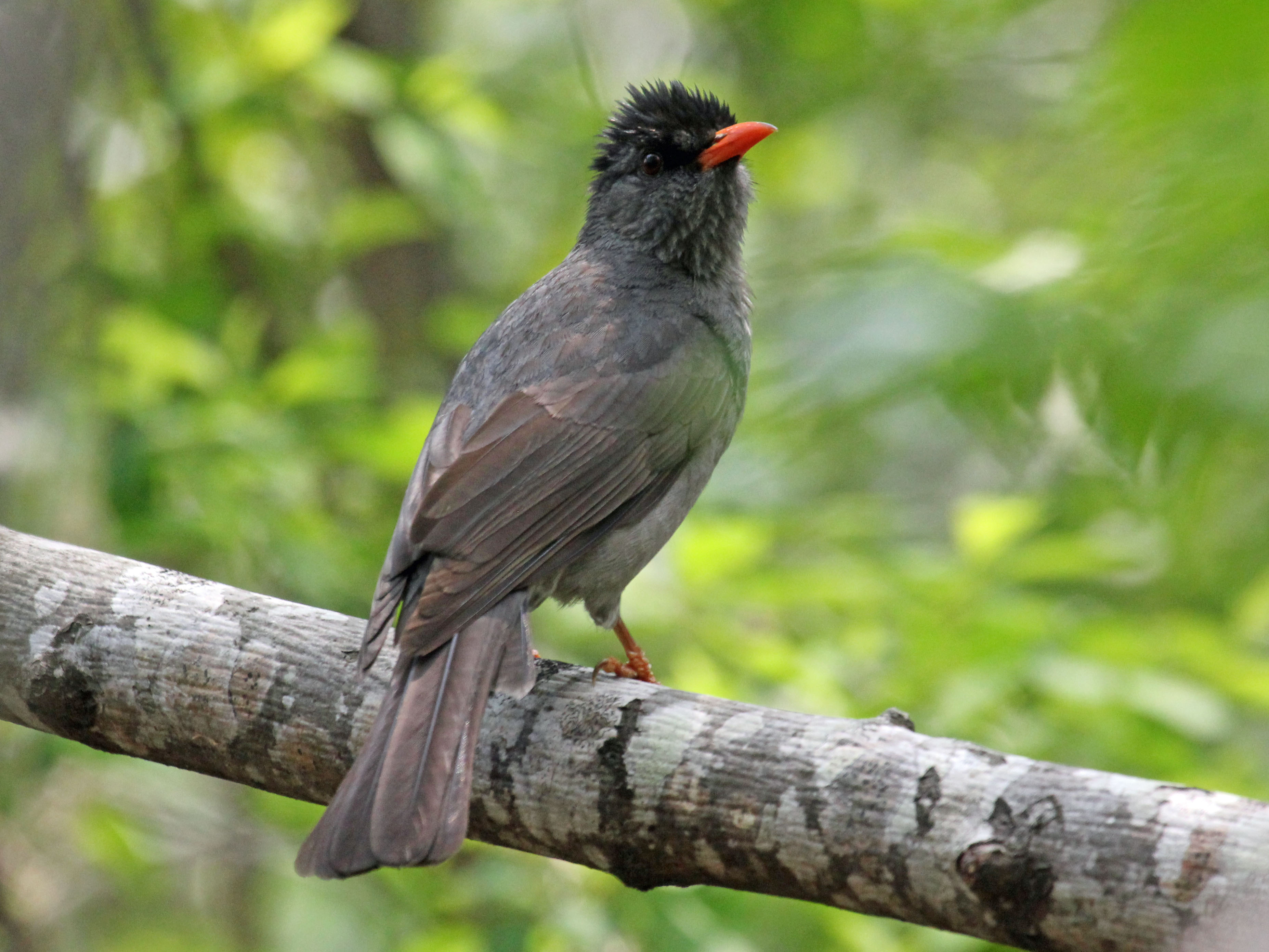
Hypsipetes madagascariensis (Pycnonotidae)
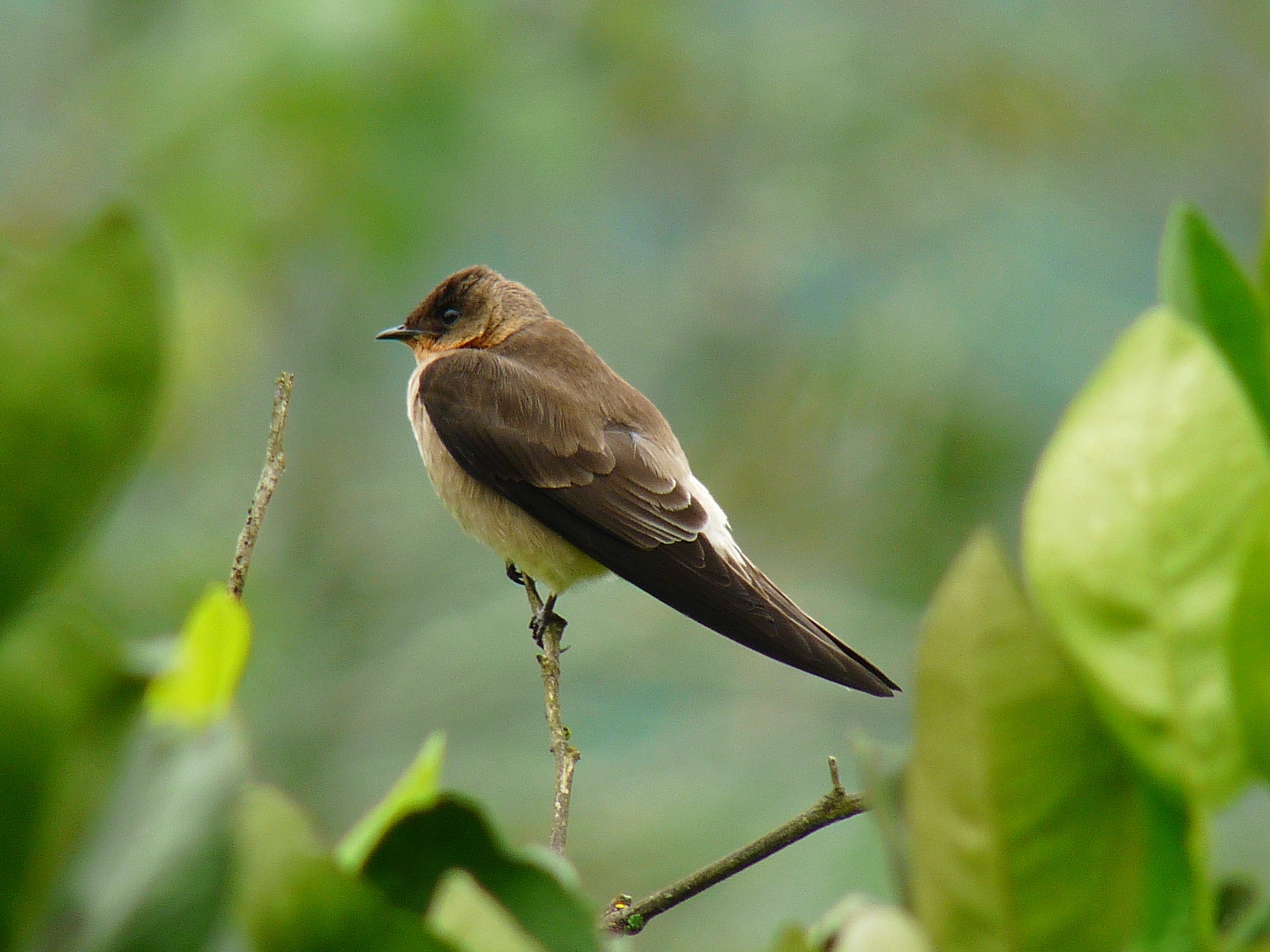
Stelgidopteryx ruficollis (Hirundinidae)
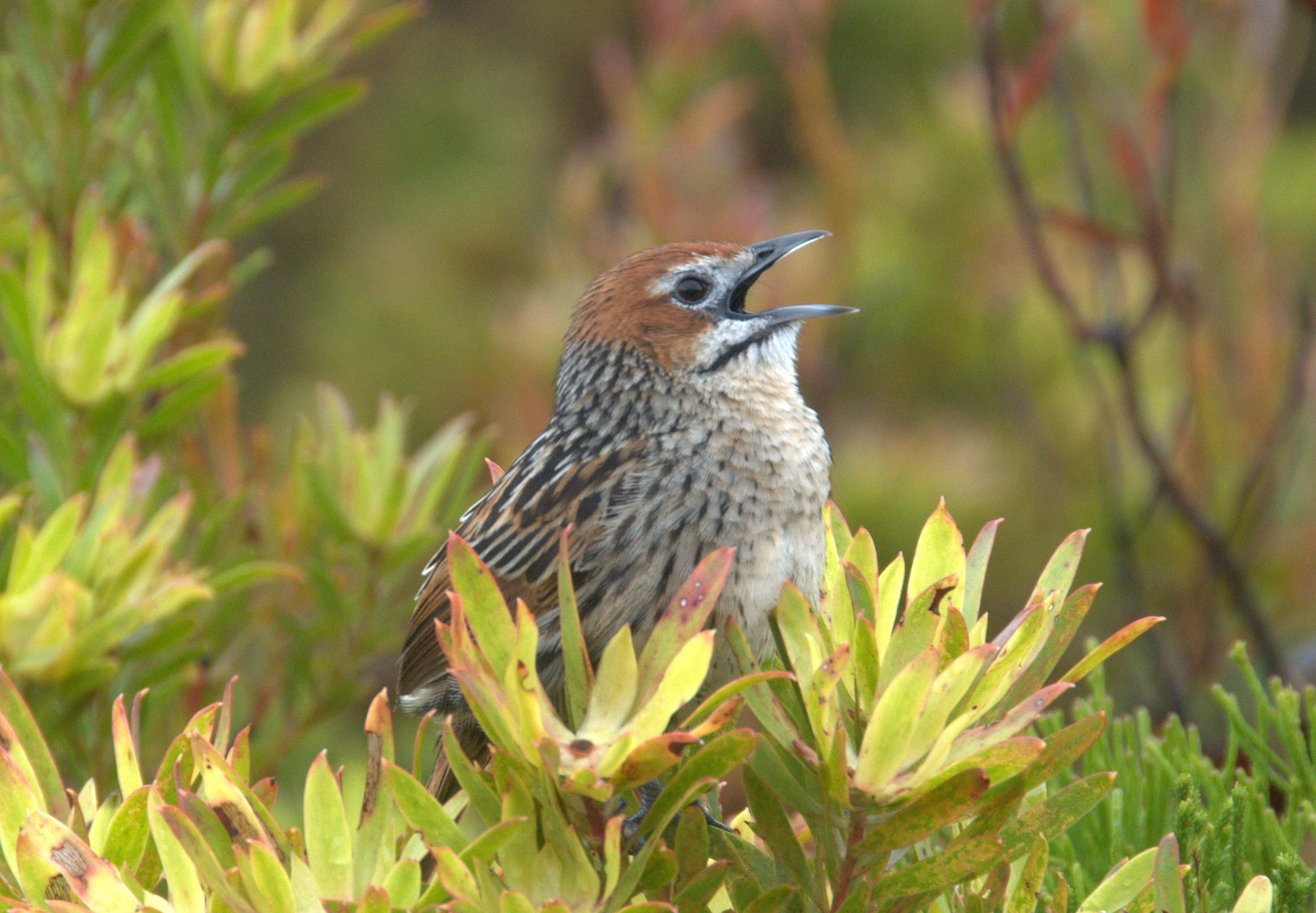
Sphenoeacus afer (Macrosphenidae)
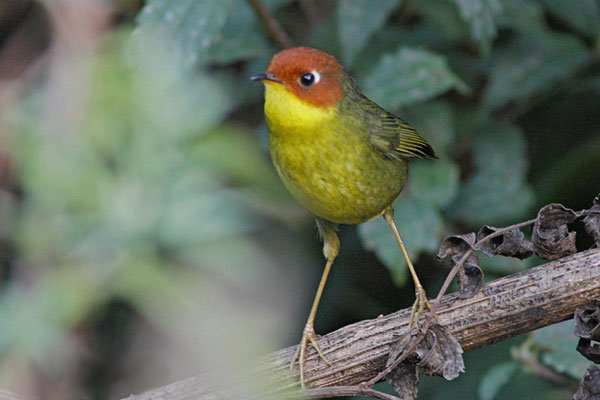
Cettia castaneocoronata (Cettiidae)
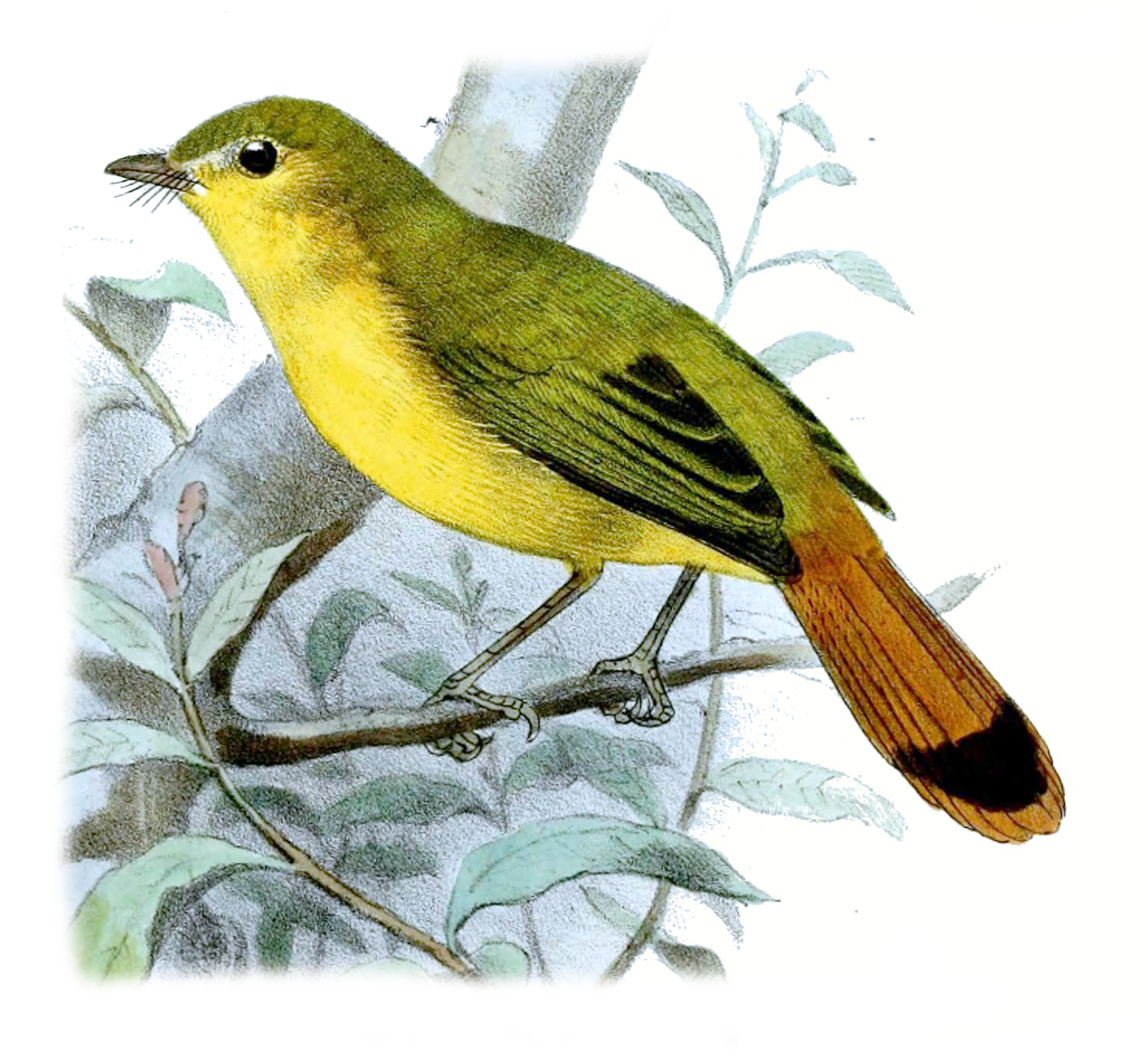
Erythrocercus livingstonei (Erythrocercidae)
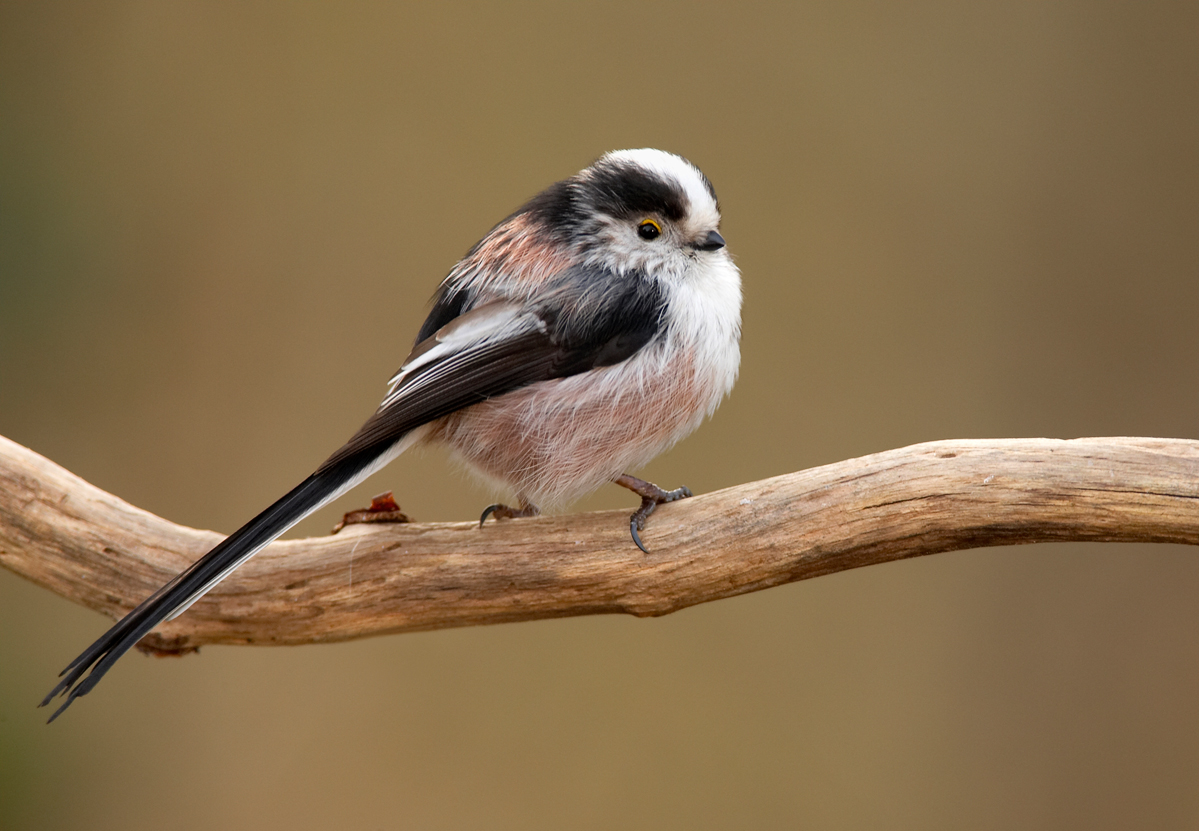
Aegithalos caudatus (Aegithalidae)
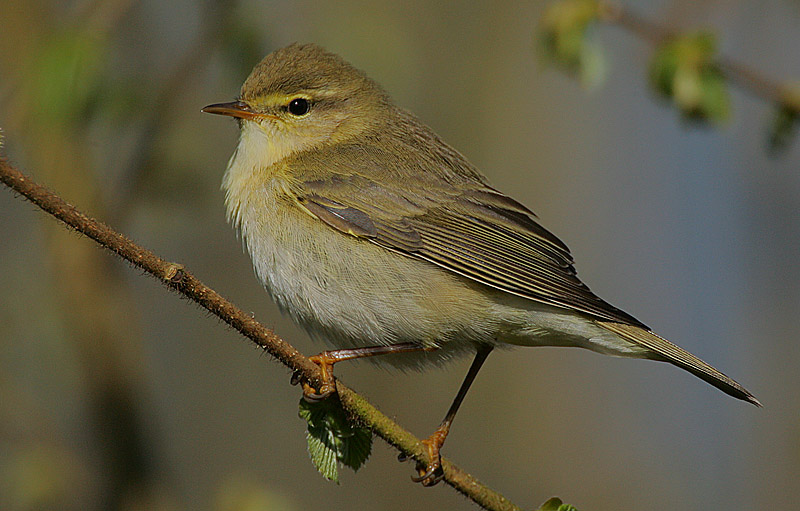
Phylloscopus trochilus (Phylloscopidae)
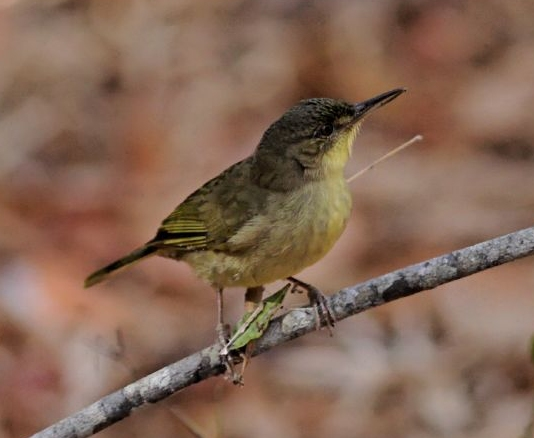
Bernieria madagascariensis (Bernieridae)
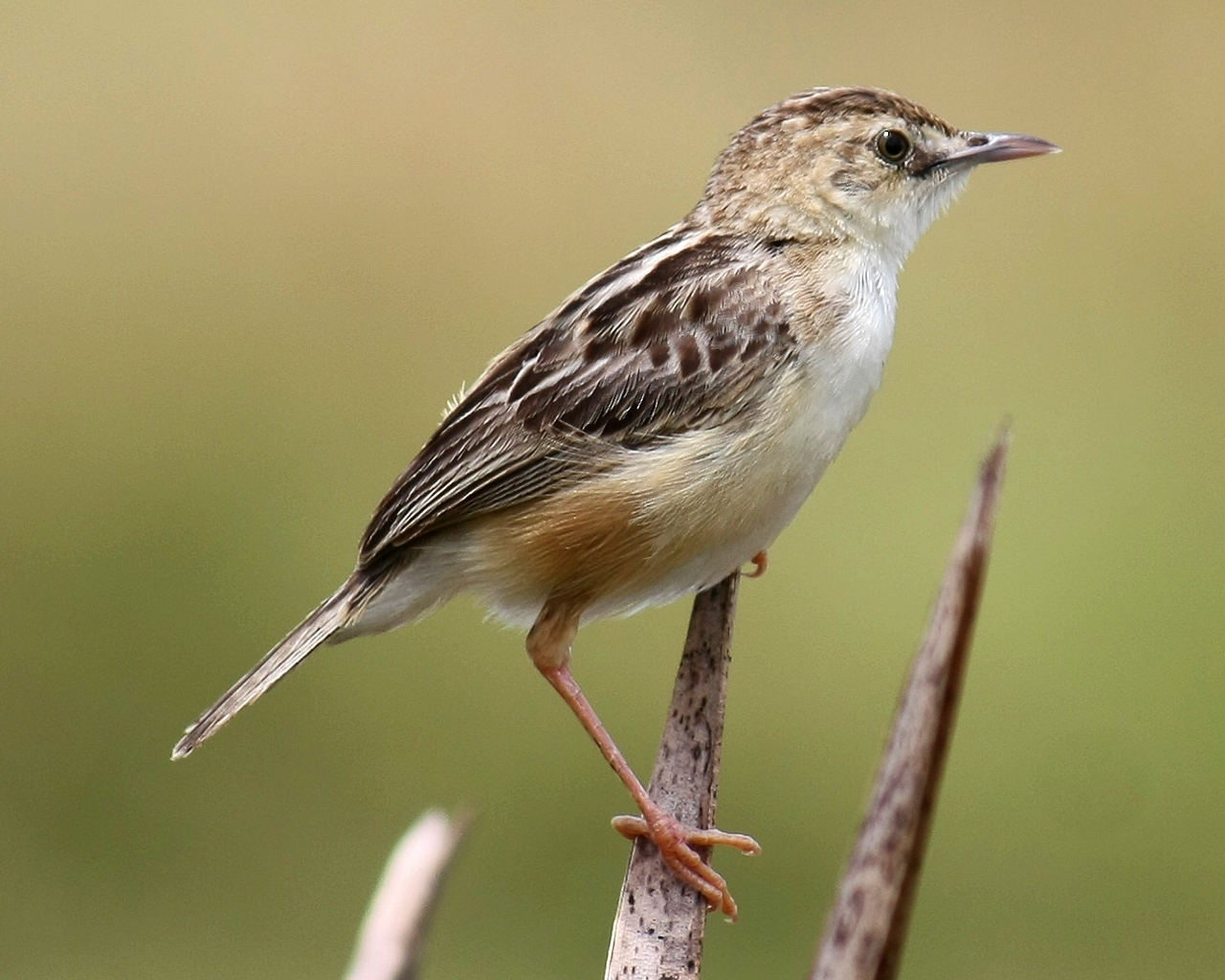
Cisticola juncidis (Cisticolidae)
Timalia pileata (Timaliidae)
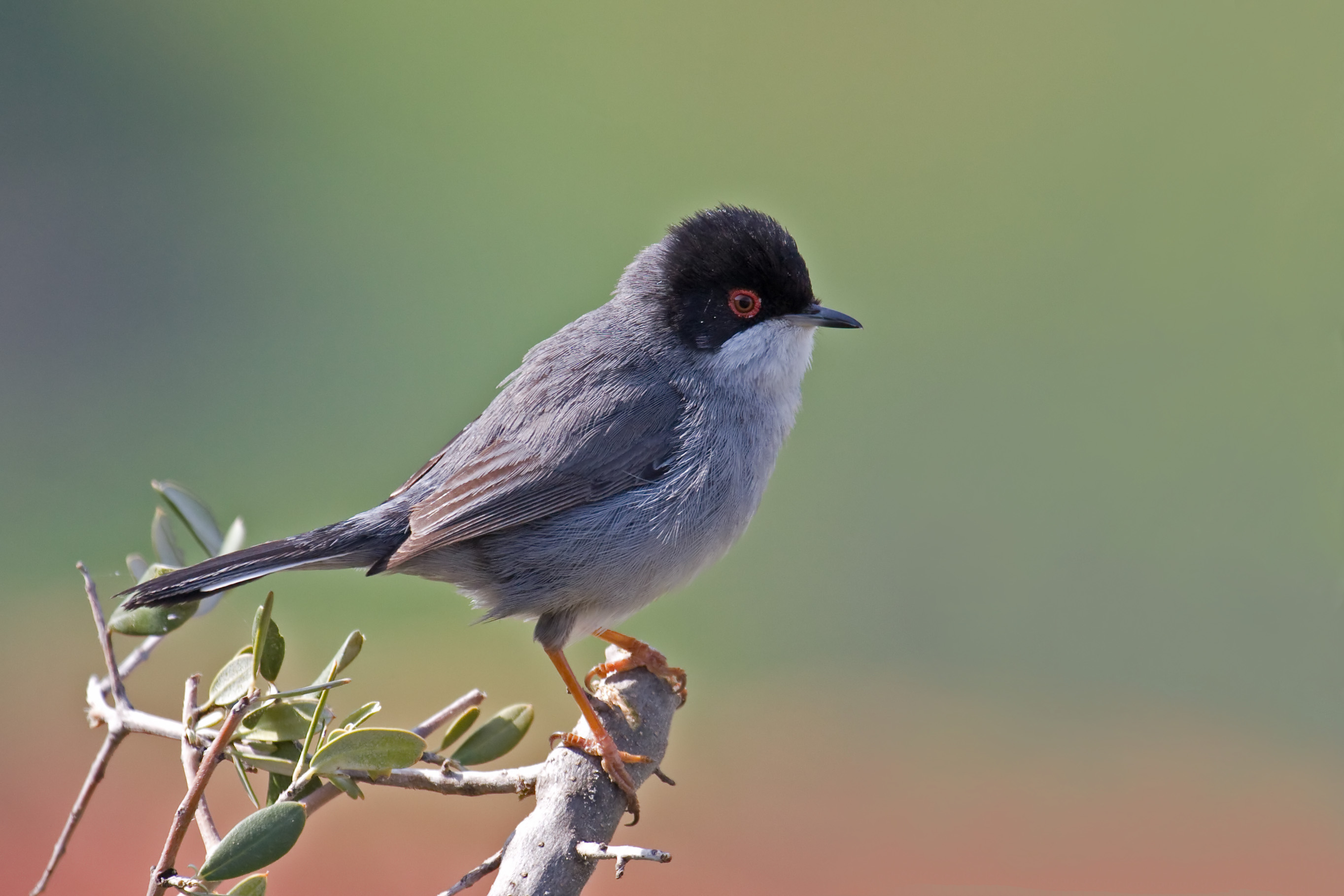
Sylvia melanocephala (Sylviidae)
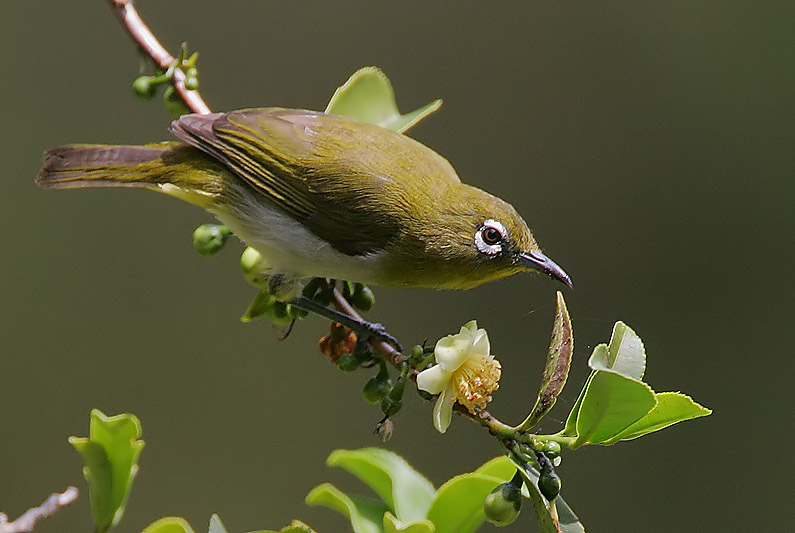
Zosterops ceylonensis (Zosteropidae)